# Phacelia inconspicua
Phacelia inconspicua är en strävbladig växtart som beskrevs av Greene. Phacelia inconspicua ingår i Faceliasläktet som ingår i familjen strävbladiga växter. Inga underarter finns listade i Catalogue of Life.